# Марцін Столярський
Марцін Столярський (пол. Marcin Stolarski, 4 січня 1996) — польський плавець.
Учасник Олімпійських Ігор 2016 року.